# 雷家聖

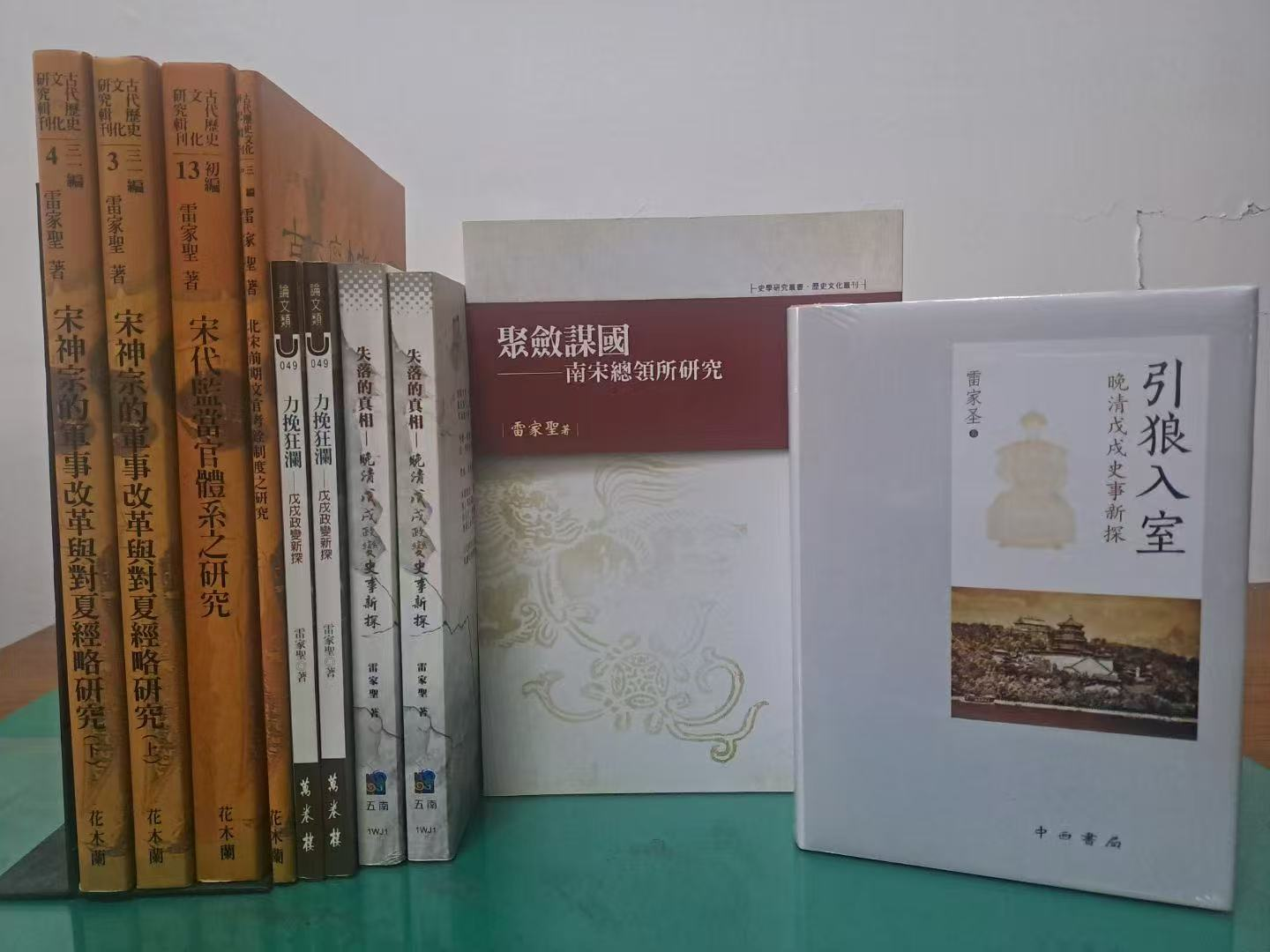
雷家聖教授的著作

雷家聖（1970年—），臺灣新北市人，中國史學家，國立中興大學歷史學系文學士、文學碩士，國立臺灣師範大學歷史研究所文學博士。曾在逢甲大學通識中心、佛光大學歷史系、國立台灣大學歷史系、中國文化大學史學系、實踐大學博雅學部擔任兼任教師，因教學表現優良曾受邀在台大「椰林講堂」教學成果發表會進行報告。現為上海師範大學古籍整理研究所副教授。主要從事宋朝歷史、中國近代史、中國政治制度史以及中國貨幣史等方面的研究。

## 主要研究及評價
在南宋總領所制度的研究方面，《聚斂謀國：南宋總領所研究》指出南宋的總領所負有監軍與理財的雙重責任，為了滿足前線軍隊的需要，總領所必須督促各級地方政府上繳財賦，地方政府為了滿足總領所的要求，只好任意增加稅收，剝削百姓，為南宋社會帶來了極為負面的影響。
在戊戌變法的研究方面，雷家聖提出了有別於前人舊說的新觀點，他指出清朝慈禧太后發動戊戌政變，是粉碎了外國「借才」、「合邦」的陰謀，對中國有「力挽狂瀾」的功勞。美籍華裔作家張戎說：「雷家聖先生講戊戌變法的論文，見解獨到，不可不讀。」2017年1月日本NHK電視台「中國王朝惡女的真實--西太后」節目中也採納了雷家聖的觀點，並對雷家聖進行專訪。

## 學術特色與史學思想
一、重視文本的解讀與分析:在歷史研究中，不強調堆砌大量史料，以量取勝，而是重視對文獻內容的深入解讀與分析，發掘出前人未曾發現的意義。在戊戌政變的研究中，透過對康有為自編年譜、宋伯魯奏摺等史料的深入解讀，提出不同於前人的新觀點，即是明顯的例子。
二、重視歷史上政治、經濟、社會、思想等方面的重大課題與發展方向，這是歷史的主要架構。歷史研究者對歷史細節問題的研究、對個別人、事、物的探討，這些「窄而深」的研究應該與歷史的主要架構相聯繫，「由小見大」，探討個別問題對歷史整體發展的影響。使得對歷史細節問題的研究，不流於瑣碎與碎片化。在宋代監當官、總領所的研究中，都盡量反映出這些制度對當時政治、社會、民生的影響。
三、重視歷史的人文關懷:對歷史的研究，必須保持對人民生活與國家興亡的終極關懷。在南宋總領所研究中，為了那些在總領所體制之下受到重稅壓迫的南宋百姓一掬同情之淚。又在戊戌政變的研究中，對康有為幾乎將中國帶入萬劫不復的境地，表達了深切的憤慨。但這些感性的同情與道德評價，是出於對史料理性、客觀的分析後而得到的結論。將理性與感性相結合，使歷史學不僅是純粹理性的科學，更是一門重視人文關懷的學科。

## 著作
- 《力挽狂瀾：戊戌政變新探》 （页面存档备份，存于）（台北:萬卷樓，2004）
- 《宋代監當官體系之研究》 （页面存档备份，存于）(台北：花木蘭文化出版社，2009)
- 《北宋前期文官考銓制度之研究》(台北：花木蘭文化出版社，2010)
- 《聚斂謀國：南宋總領所研究》 （页面存档备份，存于）（台北:萬卷樓，2013）
- 《失落的真相：晚清戊戌政變史事新探》 （页面存档备份，存于）（台北:五南圖書公司，2016）
- 《引狼入室：晚清戊戌史事新探》 （页面存档备份，存于）（上海:中西書局，2019）
- 《宋神宗的軍事改革與對夏經略研究》(上、下) （页面存档备份，存于）(台北：花木蘭文化出版社，2024)